# الدوري الألماني الدرجة الثانية 2012–13
بوندسليغا 2 2012-13 (بالألمانية: 2. Fußball-Bundesliga 2012/13)‏ هو الموسم 39 من  بوندسليغا 2. أقيم خلال الفترة 3 أغسطس 2012 وحتى 19 مايو 2013، والذي يشرف على تنظيمه اتحاد ألمانيا لكرة القدم، وكان عدد الأندية المشاركة فيه  18، وفاز فيه نادي هرتا برلين.